# ヤコブ・クワッケルナック

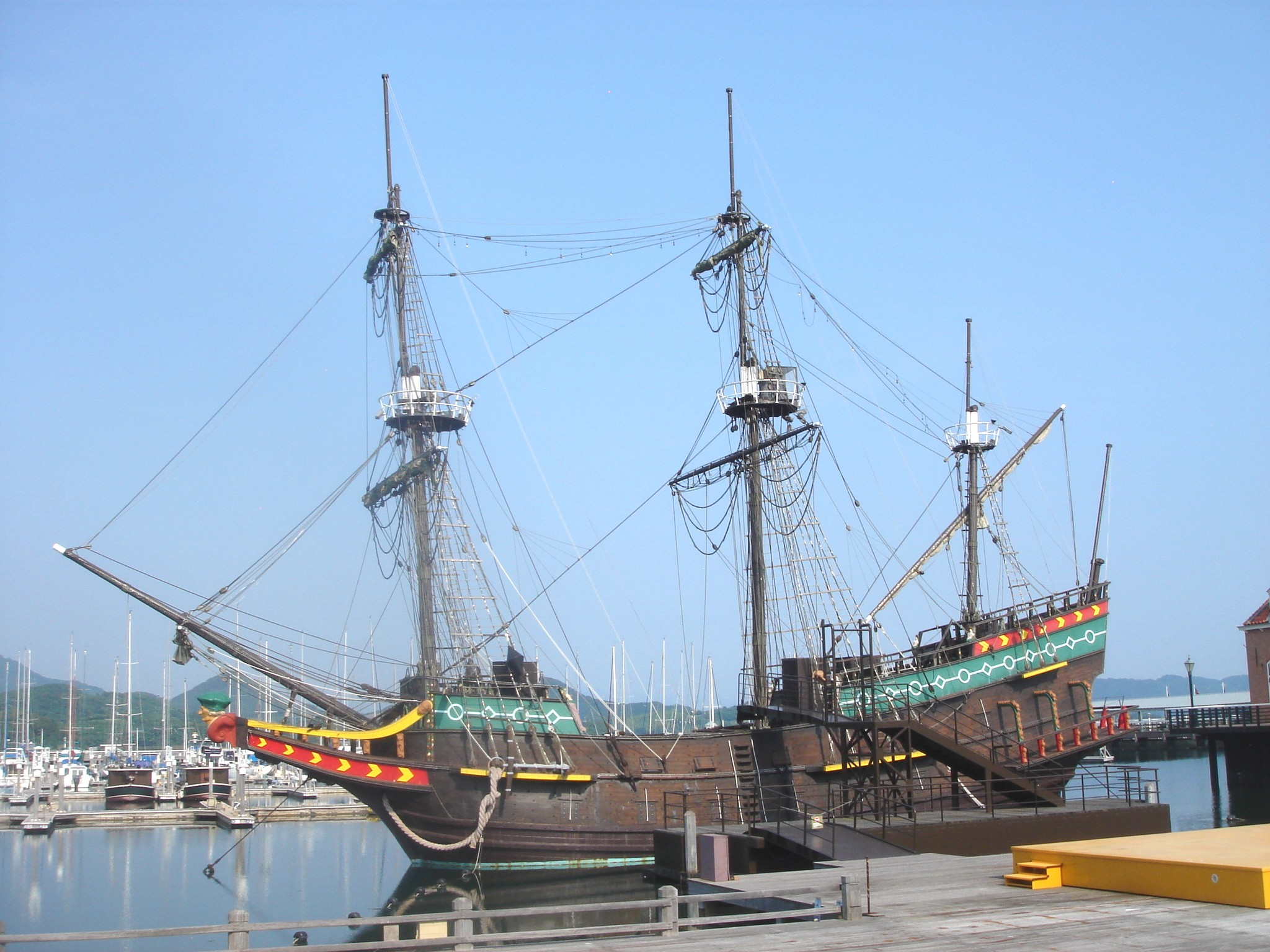
リーフデ号（復元）

ヤコブ・クワッケルナック（Jacob Quaeckernaeck、? - 1606年9月21日）は、オランダ人航海士、リーフデ号の船長。

## 生涯
リーフデ号はアジアへの航海を目的としたオランダ・ロッテルダムの船団「ハーゲン船団」を構成する一隻である。
始めは専任の航海士だったが、探検の途上、南米のモチャ島（チリ沖）で前任の船長シモン・デ・コルデスがインディオに殺害されたために船長となり、太平洋横断を指揮した。
結局、ハーゲン船団5隻のうち残されたのはリーフデ号のみとなり、1600年（慶長5年）に日本の豊後国（現・大分県）に到達した。その9日後には徳川家康から出頭命令が出されたが、自らは衰弱しており、ウィリアム・アダムス（三浦按針）とヤン・ヨーステンの二人が大阪に逗留する家康と会見した。
1605年（慶長10年）、幕府から帰国を承認されなかったウィリアム・アダムスが、代わりに元船長のクワッケルナックの出国を要請し認められた。元船員サントフォールトと2人で出国することとなり、リーフデ号の生存者で最初の出国者となった。この出国を支援したのが平戸藩主松浦鎮信で、1561年（永禄4年）に発生した事件（宮ノ前事件）以来交易が途絶えていたが、松浦氏は長崎で奉行や商人が貿易で巨利を博しているのをみて再興の機会を窺っていたとされる。
1605年12月2日、2人はオランダの商館があったマレー半島のパタニに到着した。クワッケルナックは商館の仕事を希望していたが、オランダはポルトガルとの決戦に備えてマレー半島南部に注力しており、パタニでの活動は開店休業状態だった。そのためサントフォールトは日本に戻った。クワッケルナックはジョホール方面に移動して艦隊に合流し、翌1606年春には自身の甥で艦隊を率いる司令官マテリーフ・デ・ヨンゲに再会することができたが、10月にマラッカ西方のラシャド岬付近での戦闘で戦死した。